# Ectropis semifascia
Ectropis semifascia là một loài bướm đêm trong họ Geometridae.